# László Fábián (Moderner Fünfkämpfer)
László Fábián (* 18. Februar 1963 in Budapest) ist ein ehemaliger ungarischer Pentathlet und Fechter.

## Karriere
László Fábián sicherte sich bei Weltmeisterschaften im Modernen Fünfkampf zwischen 1983 und 1994 insgesamt 13 Medaillen. 1983 gewann er mit Silber im Mannschaftswettbewerb seine erste Medaille, dasselbe Resultat erzielte er 1985 und 1986. 1987 wurde er mit der Mannschaft schließlich Weltmeister und errang im Einzel mit Rang drei seine erste Podestplatzierung. 1989 gelang ihm sein erster Weltmeistertitel im Einzel, mit der Mannschaft sicherte er sich einen weiteren Titel. Im Jahr darauf erzielte er mit dem zweiten Platz seinen ersten Erfolg mit der Staffel. Auch in diesem Wettbewerb wurde er schließlich, ein weiteres Jahr später, Weltmeister. Mit der Mannschaft wurde er Dritter. 1993 und 1994 wurde er nochmals Weltmeister mit der Staffel, sowie 1993 Vizeweltmeister im Einzel.
Zweimal trat Fábián bei Olympischen Spielen an. In Seoul wurde er mit der Mannschaft im Modernen Fünfkampf, zu der neben Fábián noch János Martinek und Attila Mizsér zählten, Olympiasieger. Im Einzel belegte er den siebten Rang. Er trat zudem noch mit der ungarischen Degenmannschaft im Fechtwettbewerb an und erreichte mit dieser Rang sechs. Bei den Olympischen Spielen 1992 in Barcelona trat er lediglich im Modernen Fünfkampf an und belegte im Einzel den 32. Platz, mit der Mannschaft wurde er Fünfter.
1989 wurde er zum ungarischen Sportler des Jahres gewählt.